# Tegal (Kemang)
Tegal is een bestuurslaag in het regentschap Bogor van de provincie West-Java, Indonesië. Tegal telt 15.944 inwoners (volkstelling 2010).